# شیطان‌صفتان
شیطان‌صفتان با نام اصلی شیاطین (به فرانسوی: Les Diaboliques) فیلمی فرانسوی به مدت ۱۱۴ دقیقه کارگردانی شده توسط آنری-ژرژ کلوزو با بازی سیمون سینیوره محصول سال ۱۹۵۵ است.
این فیلم با نام شیطان‌صفتان به فارسی دوبله شده‌است.